# ژو چینان
ژو چینان (چینی: 朱启南؛ زادهٔ ۱۵ نوامبر ۱۹۸۴) تیرانداز اهل چین است.